# 尼爾·布林
尼爾·布林（英語：Neil Breen），美國男導演、製片人、編劇和演員。知名於2005年起自編自導自演的低預算獨立電影；他的電影製作水準拙劣、評價極差，但獨特的故事主題和風格在粉絲間引起邪典追捧風氣，令布林成為小有名氣的業餘電影人。

## 生平
尼爾·布林在美國東海岸長大，從小就對電影和電影製作很感興趣。他學習了建築學，最初在加利福尼亞州成為一名領有執照的建築師。在推出自行創作的首部電影《雙重擊倒》（Double Down，2005年）後，雖然製作極為拙劣，但卻吸引了一小票粉絲。之後幾年持續以建築師身份工作，為他的下一部電影《我現在在這》（I Am Here... Now，2009年）籌資；《我現在在這》的製作水準同樣粗糙，但仍為他帶來「更多關注」。從那時起，布林贏得狂熱的業餘電影人的聲譽。
2012年，布林的《重大發現》可謂個人最知名的代表作。之後又推出了《路過》（Pass Thru，2016年）和《孽兄》（2018年）。2019年3月，布林確認他將製作《孽兄》的續集。

### 電影風格
布林在他自己的每部電影中身兼編劇和主演。他飾演的角色都擁有超能力，並在與腐敗勢力和機構的宏偉鬥爭中發揮作用。在代表作《大發現》中飾演一名駭客，被他小時候發現的一塊神奇的石頭賦予了超自然力量，他利用自己的技能揭露了政府和企業的腐敗；而在《雙重擊倒》中則飾演邪惡政府的超級探員。在其他電影中，他的主角角色是神級、彌賽亞或其他類似的人物；他在《路過》中扮演來自未來的救世主實體，消滅3億個「壞人」，為世界和平新紀元。布林曾表示，他的電影具有「社會責任感」，反映了「生活中的神秘或超自然面貌」。

### 影響
布林首部劇情長片《雙重擊倒》被Red Letter Media的YouTube節目《最佳爛片》（Best of the Worst）選上，作為介紹對象；《重大發現》也登上了和等網路電影解說的講解對象。從那以後，布林的電影受到藝術影院和影展所採用，包括2012年的BNAT影展和2013年的西雅圖國際影展。在《Paste》雜誌的2014年百大最佳B級片名單中，《我現在在這》排名第21位，該筆者認為布林總有一天會在「糟透電影名人堂」中與艾德·伍德、湯米·維索佔有一席之地。著名YouTuberPewDiePie和《重大發現》等片的北美發行商全景娛樂（Panorama Entertainment）將《重大發現》與維索的《房間》相提並論。

## 作品列表

### 電影
| 年份 | 標題                            | 職位 | 職位 | 職位 | 職位 | 職位                         | 附註   |
| 年份 | 標題                            | 導演 | 監製 | 編劇 | 演員 | 角色                         | 附註   |
| ---- | ------------------------------- | ---- | ---- | ---- | ---- | ---------------------------- | ------ |
| 2005 | 《雙重擊倒》（Double Down）                | 是   | 是   | 是   | 是   | 亞倫·布蘭德（Aaron Brand）              |        |
| 2009 | 《我現在在這》（I Am Here... Now）              | 是   | 是   | 是   | 是   | 本體（The Being）                     |        |
| 2012 | 《重大發現》                    | 是   | 是   | 是   | 是   | 狄倫（Dylan）                     |        |
| 2016 | 《路過》（Pass Thru）                    | 是   | 是   | 是   | 是   | 人工智能／特吉爾（A.I / Thgil）         |        |
| 2018 | 《孽兄》                        | 是   | 是   | 是   | 是   | 凱德·阿爾泰／凱爾·阿爾泰（Cade Altair / Cale Altair） |        |
| 2020 | 《尼爾·布林的五部電影回顧》（Neil Breen's 5 Film Retrospective） | 是   | 是   | 是   | 是   | 他自己                       | 紀錄片 |
| 2023 | 《凯德：痛苦十字路》            | 是   | 是   | 是   | 是   | 凱德·阿爾泰／凱爾·阿爾泰     |        |

## 外部連結
- 尼爾·布林在互联网电影资料库（IMDb）上的資料（英文）
- 尼爾·布林在爛番茄上的頁面（英文）